# Fuscoporia flavomarginata
Fuscoporia flavomarginata är en svampart som först beskrevs av William Alphonso Murrill, och fick sitt nu gällande namn av Groposo, Log.-Leite & Góes-Neto 2007. Fuscoporia flavomarginata ingår i släktet Fuscoporia och familjen Hymenochaetaceae.   Inga underarter finns listade i Catalogue of Life.